# Canton (Georgia)
Canton es una ciudad ubicada en el condado de Cherokee en el estado estadounidense de Georgia. En el año 2020 tenía una población de 32,973 habitantes y una densidad poblacional de 694.66 personas por km².

## Geografía
Según la Oficina del Censo, la localidad tiene un área total de 8,1 km² (3,1 mi²), de la cual 8,1 km² (3,1 mi²) es tierra y 0 km² (0 mi²) (0.00%) es agua.

## Demografía
Según la Oficina del Censo en 2000 los ingresos medios por hogar en la localidad eran de $40,361, y los ingresos medios por familia eran $48,906. Los hombres tenían unos ingresos medios de $26,579 frente a los $25,431 para las mujeres. La renta per cápita para la localidad era de $17,324.